# Max Bruch
Max Christian Friedrich Bruch (Keulen, 6 januari 1838 – Berlijn, 2 oktober 1920) was een Duits componist.
Max Bruch kreeg zijn eerste muziekonderwijs van zijn moeder. Later studeerde hij bij Ferdinand Hiller en Carl Reinecke.
In 1858 bracht hij zijn operette Scherz, List und Rache, naar een tekst van Goethe, in Keulen voor het eerste ten gehore. Hij verbleef twee jaar in München en daarna werkte hij van 1865 tot 1867 als dirigent in Koblenz. In deze tijd componeerde hij het beroemde Concert voor viool en orkest in g klein, opus 26. Het is een heel romantisch stuk en bijna alle beroemde violisten hebben dit inmiddels op hun repertoire staan.
Bruch genoot een grote populariteit en hij verkreeg drie eredoctoraten. Hij componeerde ook Kol Nidrei, een reeks variaties voor cello en orkest naar een joods gebed.
Bruch schreef behalve het eerdergenoemde concert nog twee vioolconcerten, een Schotse Fantasie voor viool en orkest, een romance voor altviool en orkest, drie symfonieën en een groot aantal koorwerken, zoals de koorballade Schön Ellen. Dit behoorde in de negentiende eeuw tot de meest uitgevoerde koormuziek. Bruch overleed in Berlijn op 82-jarige leeftijd.

## Compositiestijl
Bruchs werken getuigen van een gevoel voor unieke melodieën en een nadruk op traditionele compositiestructuren. Hoewel Bruch zich voor vocale muziek interesseerde, zijn zijn beste werken in het gebied van de instrumentale muziek (symfonieën en concerten) te vinden.
Bruchs idealen stonden reeds vanaf het begin van zijn loopbaan als componist vast en zouden tot aan zijn dood niet in het geringste veranderen. Onmiskenbaar is dan ook de hoge waardering die hij had voor het werk van zijn vriend Johannes Brahms en van Felix Mendelssohn Bartholdy. Tot zijn grote teleurstelling bleef hij in de schaduw van de oppermachtige Brahms staan, met wie hij zijn hele leven lang vergeleken werd. Daarbij koesterde Bruch een levendige interesse voor Duitse volksliederen. Hij bestreed vanaf het begin de Neudeutsche Schule rondom Franz Liszt en Richard Wagner.
Reeds tijdens zijn leven tekende zich af wat nu realiteit is: het algemene beeld van de componist Bruch beperkt zich tot zijn eerste vioolconcert; hierdoor raakte Bruch verbitterd. De oorzaken van deze relatieve onverschilligheid voor zijn werken zijn divers: Bruch was een conservatieve componist, die rond de eeuwwisseling een anachronisme werd – hij verdedigde zijn artistieke visie als de enige juiste. Met heftige uitvallen leverde hij kritiek op Richard Strauss en Max Reger. Onder het regime van het nationaalsocialisme werd hij vanwege zijn Kol Nidrei verkeerdelijk als jood beschouwd, verdween hij uit de programmaboekjes en werden zijn werken in de Duitstalige gebieden geheel vergeten.

## Oeuvre
- Orkestwerken
  - Symfonie nr. 1 in Es-groot, op. 28 (1868)
  - Symfonie nr. 2 in f-klein, op. 36 (1870)
  - Symfonie nr. 3 in E-groot, op. 51 (1882, rev. 1886)
  - Suite nach russischen Volksmelodien, op. 79b (1903)
  - Suite nr. 2 nach schwedischen Volksmelodien (1906, oorspronkelijk Nordland-Suite)
  - Suite nr. 3 voor orgel en orkest (1909, rev. 1912)
- Concerten
  - Concert voor twee piano's en orkest in as-klein, op. 88a (1915, naar de Suite Nr. 3)
  - Vioolconcert nr. 1 in g-klein, op. 26 (1865–67)
  - Vioolconcert nr. 2 in d-klein, op. 44 (1877)
  - Vioolconcert nr. 3 in d-klein, op. 58 (1891)
  - Concertstuk voor viool en orkest in fis-klein, op. 84 (1910)
  - Schottische Fantasie voor viool en orkest in Es-groot, op. 46 (1879/80)
  - Serenade in a-klein, op. 75 voor viool en orkest (1899/1900)
  - Concert voor klarinet, altviool en orkest in e-klein, op. 88 (1911)
  - Romanze in F-groot, op. 85 voor altviool en orkest (rond 1912)
  - Romance in a-klein voor viool en orkest op. 42 (1874)
  - Kol nidrei, concertstuk voor cello en orkest in d-klein, op. 47 (1880/81)
  - Adagio appassionato voor viool en orkest op.57 (1891)
- Meerdere concertstukken voor viool, altviool of cello en orkest
- Vocale muziek
  - Die Loreley, opera, op. 16 (1863)
  - Frithjof-Szenen, cantate, op. 23 (1860, rev. 1864)
  - Hermione, opera, op. 40 (première op 21 maart 1872, Berlijn)
  - Odysseus, Oratorium, op. 41 (1871/72)
  - Arminius, Oratorium, op. 43 (1875)
  - Das Lied von der Glocke, Oratorium naar Friedrich Schiller, op. 45 (1872)
  - Moses, Oratorium, op.67 (1893/94)
  - Koorwerken met begeleiding
  - Koorwerken a capella
  - Liederen
- Kamermuziek
  - Strijkkwartet (1852: is in 2013 ontdekt in Frankfurt am Main)
  - Strijkkwartet nr. 1 in c-klein, op. 9 (1858/59)
  - Strijkkwartet nr. 2 in E-groot, op. 10 (1860)
  - Strijkkwintet nr. 1 in a-klein (1918)
  - Strijkkwintet nr. 2 in Es-groot (1918)
  - Strijkoctet in Bes-groot (1920)
  - Pianotrio in c-klein, op. 5 (1857)
  - Pianokwintet in g-klein (1886)
  - Septet voor blazers en strijkers in Es-groot (1849)
  - Acht stukken voor klarinet, altviool en piano, op. 83 (1908/09)